# Associazione Calcio Reggiana 1927-1928
Questa voce raccoglie le informazioni riguardanti l'Associazione Calcio Reggiana nelle competizioni ufficiali della stagione 1927-1928.

## Stagione
Nella stagione 1927-1928 la Reggiana disputa il girone A del campionato di Divisione Nazionale, non ci sono soldi e la società non può più permettersi giocatori del calibro di Felice Romano, Anton Powolny ed Arpad Haios. Resta in sella il tecnico danubino Vilmos Zsigsmond, mentre se ne vanno Gaudenzio Sereno e Stefano Aigotti. Quest'ultimo giocherà nel Milan e sarà l'unico giocatore a segnare tre gol nel derby con l'Inter, ed una doppietta nel suo ritorno al Mirabello.
Arrivano solo giovani: il guastallese Ottorino Casanova che firma 8 reti, il parmigiano Tito Mistrali, l'ala destra Oreste Benatti, che sarà poi della Roma, dopo la sua fondazione. Ritorna anche il vecchio terzino Carlo Vacondio.
Il campionato è però un disastro, nonostante il pari nel nuovo San Siro, appena costruito grazie a Pirelli, col Milan (2-2) il 9 ottobre del 1927, e la netta vittoria interna contro la Pro Vercelli (5-3). La Reggiana prende botte ovunque, in 20 gare subisce 77 reti. Sono undici i gol subiti ad Alessandria il giorno di Natale del 1927. Col grande Torino di Balonceri e Libonatti ne subisce ben 14 il 5 febbraio 1928. La Reggiana è ultima, ma per fortuna le retrocessioni sono bloccate.

## Divise
| Prima divisa |

## Rosa
| N. |                   | Ruolo | Calciatore          |
| -- | ----------------- | ----- | ------------------- |
|    | Italia (bandiera) | P     | Ettore Agazzani (I) |
|    | Italia (bandiera) | P     | Archimede Valeriani |
|    | Italia (bandiera) | D     | Rinadlo Fabiani     |
|    | Italia (bandiera) | D     | Vivaldo Fornaciari  |
|    | Italia (bandiera) | D     | Enrico Simonini     |
|    | Italia (bandiera) | D     | Carlo Vacondio      |
|    | Italia (bandiera) | D     | Mario Vannini       |
|    | Italia (bandiera) | C     | Aldo Bedogni        |
|    | Italia (bandiera) | C     | Giovanni Bezzecchi  |
|    | Italia (bandiera) | C     | Leopoldo Bolognesi  |
|    | Italia (bandiera) | C     | Enrico Bottazzi     |
|    | Italia (bandiera) | C     | Leandro Codeluppi   |
|    | Italia (bandiera) | C     | Umberto Cornetti    |

| N. |                   | Ruolo | Calciatore          |
| -- | ----------------- | ----- | ------------------- |
|    | Italia (bandiera) | C     | Orlando Magini      |
|    | Italia (bandiera) | C     | Giuseppe Mazzoli    |
|    | Italia (bandiera) | A     | Alfredo Bajardi     |
|    | Italia (bandiera) | A     | Ettore Baruzzi      |
|    | Italia (bandiera) | A     | Oreste Benatti      |
|    | Italia (bandiera) | A     | Pietro Bresciani    |
|    | Italia (bandiera) | A     | Ottorino Casanova   |
|    | Italia (bandiera) | A     | Aldo Corradini      |
|    | Italia (bandiera) | A     | Sergio Ferrari      |
|    | Italia (bandiera) | A     | Augusto Maselli     |
|    | Italia (bandiera) | A     | Tito Mistrali       |
|    | Italia (bandiera) | A     | Ferruccio Valeriani |

## Risultati

### Prima Divisione - girone A

#### Girone di andata
| Arbitro: | Mangano (Milano) |

|                                                |           |  |
| Tosini 55’, 57’ G. Innocenti 61’ Sallustro 83’ | Marcatori |  |

| Arbitro: | Ferro (Milano) |

|              |           |                                        |
| Mistrali 22’ | Marcatori | 14’ Cattaneo 65’ Chierico 87’ Banchero |

| Arbitro: | Garbieri (Genova) |

|                 |           |                           |
| Pastore 8’, 30’ | Marcatori | 53’ Bresciani 73’ Benatti |

| Arbitro: | Lenti (Genova) |

|             |           |                                       |
| Bajardi 85’ | Marcatori | 50’ Bonizzoni 65’ (aut.) A. Valeriani |

| 30 ottobre 1927 5ª giornata |  | – Turno di riposo Reggiana |  |  |

| Arbitro: | Bonello (Venezia) |

|                                                                  |           |                                 |
| Giuliani 30’, 62’ A. Prosperi 59’ B. Frisoni 67’ C. Barbieri 86’ | Marcatori | 75’ (rig.) Bajardi 83’ Casanova |

| Arbitro: | U. Gama (Torino) |

|                               |           |                                                                                    |
| Casanova 61’, 85’ Baruzzi 63’ | Marcatori | 8’ G. Rossetti 13’, 14’, 36’, 52’ Libonatti 26’ (aut.) Vannini 69’, 72’ Baloncieri |

| Arbitro: | R. Barlassina (Novara) |

|                                                           |           |                          |
| Catto 11’ G. Chiecchi 20’ Levratto 34’, 38’ E. Bodini 42’ | Marcatori | 70’ Casanova 79’ Baruzzi |

| Arbitro: | Giorgi (Milano) |

|                                                               |           |                                 |
| Benatti 18’, 85’ Maselli 34’ (rig.) Bottazzi 66’ Casanova 86’ | Marcatori | 71’, 89’ Gardini 81’ L. Bajardi |

| Arbitro: | Turriti (Firenze) |

|            |           |              |
| Ottier 14’ | Marcatori | 65’ Casanova |

| Arbitro: | Vedda (Vercelli) |

|                         |           |                                    |
| Benatti 73’ Baruzzi 84’ | Marcatori | 37’ Vecchina 87’ (aut.) Fornaciari |

#### Girone di ritorno
| Arbitro: | Sguerso (Savona) |

|                              |           |                               |
| S. Ferrari 40’ Bolognesi 73’ | Marcatori | 33’ C. Gariglio 63’ Sallustro |

| Arbitro: | R. Barlassina (Novara) |

|                                                                                                  |           |  |
| Cattaneo 5’, 10’, 39’, 40’, 69’, 84’ Bertolini 15’ G. Ferrari 25’ Banchero 53’, 77’ Chierico 86’ | Marcatori |  |

| Arbitro: | Mattea (Casale Monf.) |

|  |           |                  |
|  | Marcatori | 30’, 79’ Aigotti |

| Arbitro: | Guarnieri (Milano) |

|             |           |            |
| Maselli 81’ | Marcatori | 25’ Musoni |

| 22 gennaio 1928 16ª giornata |  | – Turno di riposo della Reggiana |  |  |

| Reggio Emilia 29 gennaio 1928 17ª giornata | Reggiana          | 0 – 0 | Brescia | Stadio Mirabello\| Arbitro: \| Cassetta (Milano) \| |
| Arbitro:                                   | Cassetta (Milano) |       |         |                                                     |

| Arbitro: | Guarnieri (Milano) |

| |           |  |
| G. Rossetti 7’, 30’, 45’, 55’ Baloncieri 13’, 37’, 38’, 40’, 71’, 84’, 86’ Libonatti 65’, 88’ F. Monti 79’ | Marcatori |  |

| Arbitro: | Sganzetta (Torino) |

|  |           |                                  |
|  | Marcatori | 6’ Gastaldi 20’ Catto 86’ Rinesi |

| Arbitro: | Garbieri (Genova) |

|                                              |           |  |
| F. Santagostino 19’ L. Bajardi 42’, 70’, 84’ | Marcatori |  |

| Arbitro: | Enrietti (Torino) |

|              |           |                                   |
| Casanova 73’ | Marcatori | 10’ R. Okely 45’ Bodrato 47’ Nesi |

| Arbitro: | R. Barlassina (Novara) |

|                              |           |  |
| Vecchina 47’ Zanninovich 57’ | Marcatori |  |

## Statistiche

### Statistiche di squadra
| Competizione                   | Punti | Totale | Totale | Totale | Totale | Totale | Totale |
| Competizione                   | Punti | G      | V      | N      | P      | Gf     | Gs     |
| ------------------------------ | ----- | ------ | ------ | ------ | ------ | ------ | ------ |
| Divisione Nazionale - girone A | 8     | 20     | 1      | 6      | 13     | 23     | 77     |
| Totale                         | 8     | 20     | 1      | 6      | 13     | 23     | 77     |